# 太空西游记
《太空西遊記》（原題：SF西遊記スタージンガー），是1978年4月2日至1979年6月24日期間，由日本富士電視台聯播網所播出的松本零士原作電視動畫。之後在1979年7月1日至同年8月26日期間，以《SF西遊記スタージンガーII》為片名繼續播出，並均由東映動画與旭通信社共同製作，全73集。在日本的播出時間為毎週日晚間19:00-19:30。
本作在香港分別於1980年由無線播出及於1983年由亞視播出，台灣則由中視於1986年購入播映。

## 故事
在宇宙中心的大王星放到全宇宙的銀河能量(ギャラクシーエネルギー)減弱了。在減弱后全宇宙发生了变异，原本善良的生物都變的殘暴。為了阻止事情更惡化，需要地球的奧羅拉公主(オーロラ姫)的力量。為了宇宙和平奧羅拉公主就帶三个部下向大王星出发。

## 工作人员
- 企画：春日東、別所孝治、勝田稔男
- 原作：松本零士
- 監修：石川英輔
- 構成：田村多津夫
- 音樂：菊池俊輔
- 人物設定：須田正己
- 美術設定：伊藤岩光
- 總監督：芹川有吾
- 製作担当：吉岡修、佐々木章 → 佐伯雅久
- 製作：東映動画、旭通信社